# 中央州 (カメルーン)
中央州（ちゅうおうしゅう、英語：Centre Province、フランス語：Province du Centre）は、カメルーンの中央部にある州である。カメルーンの首都ヤウンデはこの州にあり、中央州の州都でもある。州の面積は 68,926km2、人口1,651,600人（1987年）。
中央州の面積は国内の行政州のうちで2番目に大きい。中央州の主な民族は、バッサ族、エウォンデ族、ヴューテ族である。
ヤウンデは中央州の中心に位置する。国内最大の都市であるヤウンデには観光や仕事で人々が流入している。ヤウンデは、木材加工を中心として、国内最大の工業地帯である。首都圏の周りは昔ながらのプランテーションが広がり、カメルーンの一大生産地である。ココア、コーヒー、パームオイル、タバコなどを生産する他、自給目的の農業が行われる。

## 隣接州
中央州は北部でアダマワ州、南部で南部州、東部で東部州、西部でリトラル州および西部州と接する。

## 地勢と気候
中央州の全体はカメルーン高原の上に位置する。標高はサナガ渓谷を除き、海抜500 m から 1000 m に位置する。サナガ渓谷の標高は、200 m ほどである。高地は、南西部の海岸沿いの平野から緩やかにつながっている。地形は森林に覆われた丘陵地と、岩場の多い頂上部によって特徴付けられる。中央州の最高地点は、ヤウンデ北西部に位置するムバム・ミンコム山 (1,295 m)である。
気候は典型的な熱帯気候（ケッペンの分類による A型）で、年間の平均降雨量は  1,000から 2,000 mm ほどになる。気温は年間を通じてほとんど変化がなく、ほぼ全域にわたり摂氏24度である。ムバム・ミンコム周辺の高地では、摂氏23度ほどになる。
丘陵地はかつては森林に富むサバナであり充実した生態系が見られたが、開発の進展により野生動物の生存が危機に瀕している。このためWWFなどの協力により、近年ムフウ保護区を設け、鳥類、サル、ヘビなど野生動物の保護に当たっている。こうしたカメルーンの固有種はヤウンデのムヴォク・ベツイ動物園でも見ることができる。

## 人口動態
中央州はカメルーンでもっとも人口が多い州である。人口の大半は首都ヤウンデ（人口110万人）に集中する。ヤウンデには高等教育機関があり、また行政の中心である。このことが高学歴の労働力をヤウンデにひきつける要因となる。またプランテーションが多いことも、労働力を中央州にひきつけるもうひとつの要因となっている。サナガ・ニョング両河川の間のカカオ農園およびムバンドジョックのサトウキビ農園は、それぞれ数万の農業労働者に雇用の場を提供している。こうした農業労働者は、主に人口の多い西部州とリトラル州から流入する。
中央州はカメルーン国内でのバントゥー系民族、とくにファング族の中心地である。
ドイツおよびフランス統治下の植民地時代にキリスト教の布教が継続的に行われたため、住民の多くは名目上キリスト教に改宗している。主な教派は長老派教会およびローマ・カトリック教会である。しかし住民の多くは同時に伝統的な精霊信仰を保ち、キリスト教とともに精霊信仰を日常的に行っている。この傾向はとくに都市部を離れた地域で顕著である。

## 交通
国内の中心に位置し、産業の中心のひとつである中央州は、カメルーンの交通の結節点でもある。首都ヤウンデは交通および輸送の中心でもあり、中央州には他州へつながる10の国道が通っている。以下代表的なものを上げる。
- 国道1号線：ヤウンデを基点とし、極北州へ至る。
- 国道2号線：ヤウンデの南を基点とし、アンバンへ至り、さらにガボンおよび赤道ギニアに通じる
- 国道3号線：ヤウンデと国内第2の都市・商都ドゥアラを結ぶ。カメルーンで最も交通量が多く、かつ事故も最も多い道路である。

中央州はまた空路、鉄道および河川交通の中心部でもある。鉄道はヤウンデからドゥアラ、またヤウンデから北部のンガウンデレに通じている。ヤウンデ郊外にはヤウンデ国際空港があり、カメルーン国内外への路線が開設されている。またニョング川が雨季には航行可能となる。

## 行政
中央州はその下位区分として9つの県 （英語：departments、フランス語：departements）に分かれる。州知事は大統領によって任命される。州都はヤウンデである。

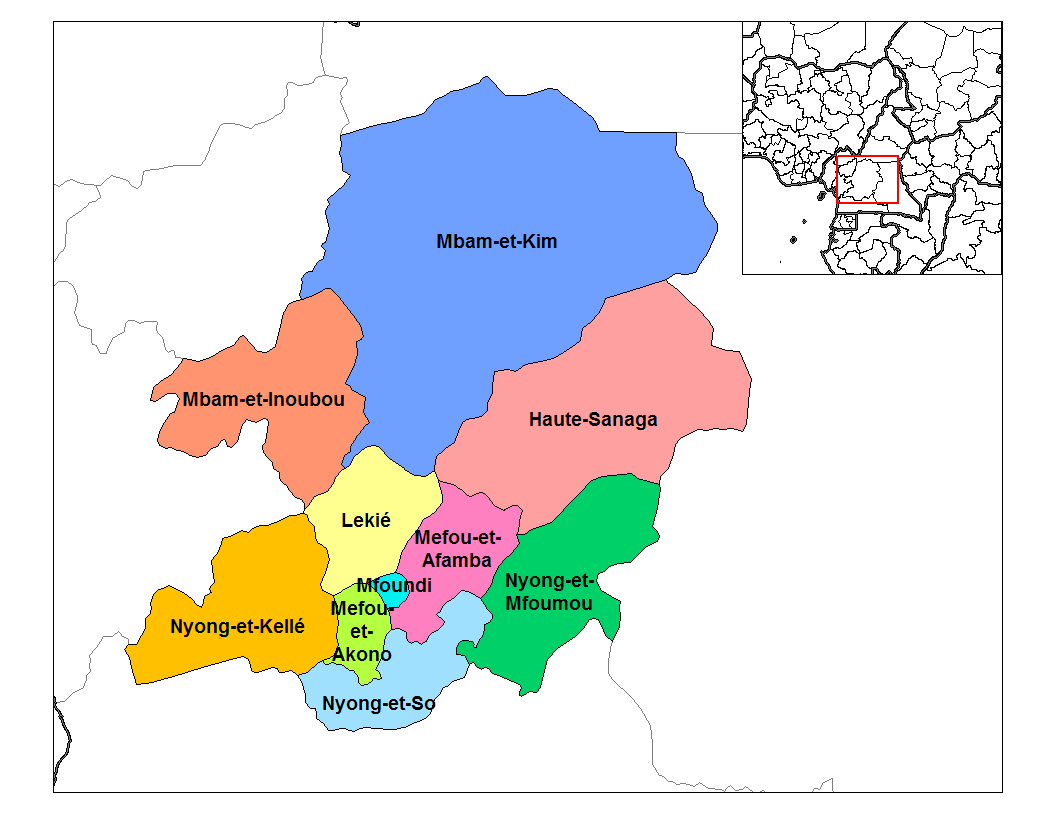
中央州の県

- Lekié - 中心都市：モナテレ（英語版）
- Haute-Sanaga - 中心都市：ナンガ・エボカ（英語版）
- Mbam-et-Inoubou - 中心都市：バフィア（英語版）
- Mbam-et-Kim - 中心都市：ヌジュ（英語版）
- Méfou-et-Afamba - 中心都市：ムフー（英語版）
- Méfou-et-Akono - 中心都市：ニュームー（英語版）
- Mfoundi - 中心都市：ヤウンデ
- Nyong-et-Kéllé - 中心都市：エセカ（英語版）
- Nyong-et-Mfoumou - 中心都市：アコノランガ（英語版）
- Nyong-et-So'o - 中心都市：ムバルマヨ（英語版）